# Pobuzke
Pobuzke (în ucraineană Побузьке) este o așezare de tip urban din raionul Holovanivsk, regiunea Kirovohrad, Ucraina. În afara localității principale, nu cuprinde și alte sate.

## Demografie
Componența lingvistică a așezării de tip urban Pobuzke
     Ucraineană (86,65%)
     Rusă (12,7%)
     Alte limbi (0,32%)
Conform recensământului din 2001, majoritatea populației așezării de tip urban Pobuzke era vorbitoare de ucraineană (86,65%), existând în minoritate și vorbitori de rusă (12,7%).